# Lämpöö
Lämpöö è un singolo del rapper finlandese Brädi, tratto dall'album Näis kengis e pubblicato nel 2012 dalla casa discografica Rähinä Records. Il rapper finlandese Redrama partecipa cantando il ritornello del brano.
Il singolo è entrato nelle classifiche finlandesi alla 27ª settimana, rimanendoci in tutto per 18 settimane, ed è stata alla posizione numero uno per una sola settimana.
Un video musicale del brano è stato girato e pubblicato sull'account della casa discografica su YouTube l'8 giugno 2012.

## Tracce
1. Lämpöö (feat. Redrama) – 3:30 (testo: Brädi – musica: MGI)

## Classifiche
| Classifica           | Massima posizione |
| -------------------- | ----------------- |
| Finlandia            | 1                 |
| Finlandia (download) | 6                 |